# Theodoros Zagorakis
Theodoros Zagorakis (griechisch Θεόδωρος Ζαγοράκης [θɛˈɔðɔrɔs̺ zaɣɔˈrakis̺], * 27. Oktober 1971 in Kavala) ist ein ehemaliger griechischer Fußballspieler und Politiker. 2004 führte er die griechische Nationalmannschaft als Mannschaftskapitän zum Europameistertitel. Mit 120 Länderspielen weist er nach Giorgos Karagounis die zweitmeisten Einsätze für die griechische Nationalmannschaft auf. Seit 2014 ist er Mitglied des Europäischen Parlaments.

## Sportliche Karriere

### Im Verein
Zagorakis begann seine Karriere 1988 beim griechischen Klub AO Kavala. In 114 Ligaspielen erzielte er für seinen Heimatverein sechs Tore. Danach wechselte der defensive Mittelfeldspieler 1992 zu PAOK Thessaloniki. Für sechs Jahre blieb er beim griechischen Erstligisten, bevor er 1998 für 1,2 Mio. Euro zu Leicester City nach England ging. 
In seinen beiden Jahren bei Leicester erreichte er jeweils das Ligapokalfinale. Während er 1999 mit Leicester im Finale noch gegen Tottenham unterlegen war, gewann er 2000 seinen ersten Titel durch einen Sieg über die Tranmere Rovers. 
2000 wechselte Zagorakis wieder nach Griechenland zu AEK Athen. Mit AEK gewann er 2002 den griechischen Pokal. Nach ausbleibenden Gehaltszahlungen wechselte er im Sommer 2004 ablösefrei zum italienischen Verein FC Bologna. Zum Ausklang seiner Karriere spielte er von 2005 bis 2007 erneut für PAOK Thessaloniki.
2001 wies Zagorakis bei einer Dopingkontrolle einen erhöhten Testosteronwert auf. Vom griechischen Sportgericht wurde er freigesprochen, weil sein Körper vermehrt Testosteron produziere. Vor der Europameisterschaft 2004 hatte er erneut zu hohe Werte. Erst fünf Tage vor dem Turnier erhielt er von der UEFA die Freigabe, zu spielen.

### In der Nationalmannschaft
In der griechischen Nationalmannschaft gab er 1994 gegen die Färöer sein Debüt. In der Nationalmannschaft war er bis 2012 mit 120 Einsätzen Rekordnationalspieler. Bei der EM 2004 war Zagorakis Kapitän des griechischen Teams, mit welchem er überraschend den EM-Titel gewann. Zagorakis wurde zum besten Spieler des Turniers gewählt und belegte bei der Wahl zu Europas Fußballer des Jahres Rang fünf.
Am 14. Juni 2007 erklärte er sein Karriereende und wurde anschließend zum Präsidenten von PAOK Thessaloniki ernannt. Sein letztes Spiel als Aktiver bestritt er am 22. August 2007 mit der griechischen Nationalmannschaft gegen Spanien im Toumba-Stadion von Thessaloniki.

## Erfolge
- Englischer Ligapokalsieger 1999/2000
- Griechischer Pokalsieger 2002
- Europameister 2004 (zudem: bester Spieler des Turniers)

## Politische Karriere
Zagorakis ist Mitglied der griechischen Partei Nea Dimokratia. 2014 gelang ihm der Einzug als Abgeordneter in das Europäische Parlament. Dort ist er Mitglied im Ausschuss für Kultur und Bildung und in der Delegation im Ausschuss für parlamentarische Kooperation EU-Russland. Im April 2024 trat er aus der Nea Dimokratia aus und trat im Parlament von der Fraktion der Europäischen Volkspartei (EVP) zur sozialdemokratischen Fraktion (S&D) über.